# Сузана Снајдер
Сузана Снајдер (енгл. Suzanne Snyder; Парк Риџ (Илиноис), 22. октобар 1962) бивша је америчка глумица. Најпознатија је по улогама у хорор филмовима из 1980-их, као што су Ноћ наказа (1986), Повратак живих мртваца 2 (1988) и Кловнови убице из свемира (1988).

## Филмографија
| Улоге Сузане Снајдер |                                |               |                   |                      |
| Година               | Српски назив                   | Изворни назив | Улога             | Напомена             |
| 1983.                | Класа                          |               | девојка у мотелу  |                      |
| 1984.                | Последњи звездани борац        |               | чирлидерсица      |                      |
| 1985.                | Породичне везе                 |               | Триша Армстронг   | ТВ серија, 2 епизоде |
| 1985.                | Чудна наука                    |               | Деб               |                      |
| 1985.                | Ремо Вилијамс: Авантура почиње |               | медицинска сестра |                      |
| 1986.                | Ноћ наказа                     |               | Лиса              |                      |
| 1988.                | Повратак живих мртваца 2       |               | Бренда Херцог     |                      |
| 1988.                | Кловнови убице из свемира      |               | Деби Стоун        |                      |
| 1991.                | Убиство, написала је           |               | Морган Филипс     | ТВ серија, 1 епизода |
| 1991.                | У врелини ноћи                 |               | Џули Лофтон       | ТВ серија, 1 епизода |
| 1992—1994.           | Сајнфелд                       |               | Одри              | ТВ серија, 2 епизоде |
| 1996.                | Одељење за убиства             |               | медицинска сестра | ТВ серија, 1 епизода |
| 1996.                | Играње са судбином             |               | друга жена        |                      |
| 1997.                | Не заљубљуј се на први поглед  |               | Кети Стјуарт      |                      |